# Киллинирин
Киллинирин (англ. Killinierin или Kilanerin ; ирл. Coill an Iarainn, «лес железа») — деревня в Ирландии, находится в графстве Уэксфорд (провинция Ленстер) у трассы N11.